# Meriem Jusuf Džamalová
Meriem Jusuf Džamalová, dřívějším jménem Zenebech Tola (* 16. září 1984 Oromie, Etiopie) je bahrajnská atletka, běžkyně (do roku 2004 startující za Etiopii), která se specializuje na střední a dlouhé tratě, dvojnásobná mistryně světa v běhu na 1500 metrů.

## Sportovní kariéra
V roce 2006 získala bronzovou medaili v běhu na 1500 metrů na halovém mistrovství světa v Moskvě. O rok později zvítězila na této trati na světovém šampionátu v Ósace. Ze světového halového šampionátu ve Valencii v roce 2008 si odvezla stříbrnou medaili ze závodu na 1500 metrů. V olympijském finále na 1500 metrů v Pekingu ve stejné sezóně skončila pátá. Na světovém šampionátu v roce 2009 obhájila svůj titul v běhu na 1500 metrů. První olympoijskou medaili – bronzovou – získala v Londýně za třetí místo v běhu na 1500 metrů. Postupně se přeorientovala na trať 3000 metrů. Na ní získala bronzovou medaili na světovém halovém šampionátu v Sopotech v roce 2014.

## Osobní rekordy
- 800 metrů – 1:57,80 (2008)
- 1500 metrů – 3:56,18 (2006)
- 3000 metrů – 8:28,87 (2005)
- 5000 metrů – 14:51,68 (2005)